# Vicente Amar
Vicente Fernando Vieira Ferreira (Teófilo Otoni-Minas Gerais, 9 de Fevereiro de 1929 - Niterói-Rio de Janeiro, 28 de Maio de 2012) mais conhecido como Vicente Amar, foi um compositor e escritor brasileiro.

## Biografia
Vicente teve cerca de 50 músicas gravadas por vários cantores do rádio, entre eles Emilinha Borba, Blecaute, Fafá Lemos e Ângela Maria.
Entre suas composições mais famosas estão "Segue teu destino", “A vaca malhada” e “Agarradinho”.

## Morte
Vicente morreu no dia 27 de Maio de 2012, após ficar 15 dias internado no hospital por problemas cardíacos.

## Obras

### Livros
- Meu Amigo, Roberto Silveira - 1962[4]